# Lista odcinków serialu Sposób na morderstwo
Poniżej znajduje się lista odcinków serialu telewizyjnego Sposób na morderstwo – emitowanego przez amerykańską stację telewizyjną ABC od 25 września 2014 roku do 14 maja 2020 roku. Powstało 6 serii, które łącznie składają się z 90 odcinków. W Polsce serial jest emitowany od 5 listopada 2014 roku przez AXN.
| Sezon | Sezon | Odcinki | Oryginalna emisja | Oryginalna emisja | Oryginalna emisja | Oryginalna emisja | Oryginalna emisja |
| Sezon | Sezon | Odcinki | Premiera sezonu   | Finał sezonu      | Premiera sezonu   | Finał sezonu      |                   |
| ----- | ----- | ------- | ----------------- | ----------------- | ----------------- | ----------------- | ----------------- |
|       | 1     | 15      | 25 września 2014  | 26 lutego 2015    | 5 listopada 2014  | 20 kwietnia 2015  |                   |
|       | 2     | 15      | 24 września 2015  | 17 marca 2016     | 12 lutego 2016    | 29 kwietnia 2016  |                   |
|       | 3     | 15      | 22 września 2016  | 23 lutego 2017    | 11 listopada 2016 | 5 maja 2017       |                   |
|       | 4     | 15      | 28 września 2017  | 15 marca 2018     | —                 | —                 |                   |
|       | 5     | 15      | 27 września 2018  | 28 lutego 2019    | —                 | —                 |                   |
|       | 6     | 15      | 26 września 2019  | 14 maja 2020      | —                 | —                 |                   |

## Sezon 1 (2014-2015)
| Nr | #  | Tytuł                                                | Reżyseria        | Scenariusz                            | Premiera ABC         | Premiera AXN      |
| -- | -- | ---------------------------------------------------- | ---------------- | ------------------------------------- | -------------------- | ----------------- |
| 1  | 1  | 'Pilot' Pilot                                        | Michael Offer    | Peter Nowalk                          | 25 września 2014     | 5 listopada 2014  |
| 2  | 2  | 'Winna' It's All Her Fault                           | Bill D'Elia      | Peter Nowalk                          | 2 października 2014  | 12 listopada 2014 |
| 3  | 3  | 'Śmiech przez kraty' Smile, or Go to Jail            | Randy Zisk       | Rob Fresco                            | 9 października 2014  | 19 listopada 2014 |
| 4  | 4  | 'W poszukiwaniu prawdy' Let's Get to Scooping        | Laura Innes      | Erika Green Swafford                  | 16 października 2014 | 26 listopada 2014 |
| 5  | 5  | 'Nie jesteśmy przyjaciółmi' We're Not Friends        | Michael Listo    | Tracey A. Bellomo                     | 23 października 2014 | 3 grudnia 2014    |
| 6  | 6  | 'Guacamole z krwi' Freakin' Whack-a-Mole             | Bill D'Elia      | Mike Foley                            | 30 października 2014 | 10 grudnia 2014   |
| 7  | 7  | 'Zasłużyć na śmierć' He Deserved to Die              | Eric Stoltz      | Warren Hsu Leonard                    | 6 listopada 2014     | 18 lutego 2015    |
| 8  | 8  | 'Żonaty' He Has a Wife                               | Debbie Allen     | Doug Stockstill                       | 13 listopada 2014    | 25 lutego 2015    |
| 9  | 9  | 'Zabij mnie, zabij, zabij' Kill Me, Kill Me, Kill Me | Stephen Williams | Mike Foley, Erika Green Swafford      | 20 listopada 2014    | 4 marca 2015      |
| 10 | 10 | 'Witaj Raskolnikov' Hello Raskolnikov                | Michael Offer    | Marcus Dalzine                        | 29 stycznia 2015     | 11 marca 2015     |
| 11 | 11 | 'Najlepsze święta' Best Christmas Ever               | Michael Katleman | Tracy A. Bellomo, Warren Hsu Leonard  | 5 lutego 2015        | 23 marca 2015     |
| 12 | 12 | 'Morderczyni' She’s a Murderer                       | Randy Zisk       | Paul Williams Davies                  | 12 lutego 2015       | 30 marca 2015     |
| 13 | 13 | 'Wszystko będzie dobrze' Mama’s Here Now             | Michael Listo    | Erika Green Swafford, Doug Stockstill | 19 lutego 2015       | 6 kwietnia 2015   |
| 14 | 14 | 'Noc śmierci Lili' część 1 The Night Lila Died       | Laura Innes      | Mike Foley                            | 26 lutego 2015       | 13 kwietnia 2015  |
| 15 | 15 | It’s All My Fault                                    | Bill D’Elia      | Peter Nowalk                          | 26 lutego 2015       | 20 kwietnia 2015  |

## Sezon 2 (2015-2016)
| Nr | #  | Tytuł                                                        | Reżyseria          | Scenariusz                          | Premiera ABC         | Premiera AXN White |
| -- | -- | ------------------------------------------------------------ | ------------------ | ----------------------------------- | -------------------- | ------------------ |
| 16 | 1  | Czas ruszyć naprzód It's Time to Move On                     | Bill D’Elia        | Peter Nowalk                        | 24 września 2015     | 12 lutego 2016     |
| 17 | 2  | 'Ona umiera' She's Dying                                     | Rob Hardy          | Erika Green Swafford                | 1 października 2015  | 12 lutego 2016     |
| 18 | 3  | 'To się nazywa Ośmiornica' It’s Called the Octopus           | John Terlesky      | Joe Fazzio                          | 8 października 2015  | 12 lutego 2016     |
| 19 | 4  | 'Ugodzona nożem' Shanks Get Shanked                          | Stephen Williams   | Angela Robinson                     | 15 października 2015 | 19 lutego 2016     |
| 20 | 5  | 'Spotkać Bonnie' Meet Bonnie                                 | Stephen Cragg      | Sarah L. Thompson                   | 22 października 2015 | 19 lutego 2016     |
| 21 | 6  | 'Dwa ptaki, jeden Millstone' Two Birds, One Millstone        | Mike Listo         | Michael Foley                       | 29 października 2015 | 26 lutego 2016     |
| 22 | 7  | 'Chcę żebyś umarł' I Want You to Die                         | Kevin Bray         | Warren Hsu Leonard                  | 5 listopada 2015     | 26 lutego 2016     |
| 23 | 8  | 'Cześć, jestem Philip' Hi, I’m Philip                        | Jennifer Getzinger | Tanya Saracho                       | 12 listopada 2015    | 11 marca 2016      |
| 24 | 9  | 'Co zrobiliśmy?' What Did We Do?                             | Bill D’Elia        | Michael Foley, Erika Green Swafford | 19 listopada 2015    | 18 marca 2016      |
| 25 | 10 | 'Co Ci się stało, Annalise?' What Happened to You, Annalise? | Laura Innes        | J. C. Lee                           | 11 lutego 2016       | 25 marca 2016      |
| 26 | 11 | 'Ona nas nienawidzi' She Hates Us                            | Bill D'Elia        | Erika Harrison                      | 18 lutego 2016       | 1 kwietnia 2016    |
| 27 | 12 | 'To pułapka' Eyes on the Prize                               | Mike Listo         | Joe Fazio, Tanya Saracho            | 25 lutego 2016       | 8 kwietnia 2016    |
| 28 | 13 | 'Stało się coś złego' Something Bad Happened                 | Zetna Fuentes      | Michael Foley, Warren Hsu Leonard   | 3 marca 2016         | 15 kwietnia 2016   |
| 29 | 14 | 'Tu jest moje dziecko' There’s My Baby                       | Stephen Williams   | J.C. Lee, Erika Harrison            | 10 marca 2016        | 22 kwietnia 2016   |
| 30 | 15 | 'Anna Mae' Anna Mae                                          | Bill D'Elia        | Peter Nowalk                        | 17 marca 2016        | 29 kwietnia 2016   |

## Sezon 3 (2016-2017)
| Nr | #  | Tytuł                              | Reżyseria             | Scenariusz           | Premiera ABC         | Premiera AXN      |
| -- | -- | ---------------------------------- | --------------------- | -------------------- | -------------------- | ----------------- |
| 31 | 1  | We're Good People Now              | Bill D'Elia           | Peter Nowalk         | 22 września 2016     | 11 listopada 2016 |
| 32 | 2  | There Are Worse Things Than Murder | Zetna Fuentes         | Angela Robinson      | 29 września 2016     | 18 listopada 2016 |
| 33 | 3  | Always Bet Black                   | Stephen Cragg         | Joe Fazzio           | 6 października 2016  | 25 listopada 2016 |
| 34 | 4  | Don’t Tell Annalise                | Kevin Rodney Sullivan | Erika Green Swafford | 13 października 2016 | 2 grudnia 2016    |
| 35 | 5  | It’s About Frank                   | Jann Turner           | J. C. Lee            | 20 października 2016 | 9 grudnia 2016    |
| 36 | 6  | Is Someone Really Dead?            | Sharat Raju           | Fernanda Coppel      | 27 października 2016 | 16 grudnia 2016   |
| 37 | 7  | Call It Mother's Intuition         | Mike Smith            | Erika Harrison       | 3 listopada 2016     | 23 grudnia 2016   |
| 38 | 8  | No More Blood                      | Jet Wilkinson         | Morenike Balogun     | 10 listopada 2016    | 17 marca 2017     |
| 39 | 9  | Who’s Dead?                        | Bill D'Elia           | Michael Foley        | 17 listopada 2016    | 24 marca 2017     |
| 40 | 10 | We’re Bad People                   | Jennifer Getzinger    | Sarah L. Thompson    | 26 stycznia 2017     | 31 marca 2017     |
| 41 | 11 | Not Everything's About Annalise    | Nicole Rubio          | Abby Ajayi           | 2 lutego 2017        | 7 kwietnia 2017   |
| 42 | 12 | Go Cry Somewhere Else              | Cherie Nowlan         | Daniel Robinson      | 9 lutego 2017        | 14 kwietnia 2017  |
| 43 | 13 | It's War                           | Hanelle Culpepper     | Brendan Kelly        | 16 lutego 2017       | 21 kwietnia 2017  |
| 44 | 14 | He Made A Terrible Mistake         | Jet Wilkinson         | Joe Fazzio           | 23 lutego 2017       | 28 kwietnia 2017  |
| 45 | 15 | Wes                                | Bill D'Elia           | Pete Nowalk          | 23 lutego 2017       | 5 maja 2017       |

## Sezon 4 (2017-2018)
| Nr | #  | Tytuł                                 | Reżyseria        | Scenariusz                          | Premiera ABC         | Premiera AXN |
| -- | -- | ------------------------------------- | ---------------- | ----------------------------------- | -------------------- | ------------ |
| 46 | 1  | I'm Going Away                        | Jet Wilkinson    | Peter Nowalk                        | 28 września 2017     | nieemitowany |
| 47 | 2  | I'm Not Her                           | Paris Barclay    | Maya Goldsmith                      | 5 października 2017  | nieemitowany |
| 48 | 3  | It's For the Greater Good             | Nicole Rubio     | Erika Harrison                      | 12 października 2017 | nieemitowany |
| 49 | 4  | Was She Ever Good at Her Job?         | Mike Smith       | Michael Russo                       | 19 października 2017 | nieemitowany |
| 50 | 5  | I Love Her                            | Lexi Alexander   | Sarah L. Thompson                   | 26 października 2017 | nieemitowany |
| 51 | 6  | Stay Strong, Mama                     | Cherie Nowlan    | Morenike Balogun                    | 2 listopada 2017     | nieemitowany |
| 52 | 7  | Nobody Roots for Goliath              | Nzingha Stewart  | Daniel Robinson                     | 9 listopada 2017     | nieemitowany |
| 53 | 8  | Live. Live. Live.                     | Rob Hardy        | Joe Fazzio                          | 16 listopada 2017    | nieemitowany |
| 54 | 9  | He's Dead                             | Jet Wilkinson    | Abby Ajayi                          | 18 stycznia 2018     | nieemitowany |
| 55 | 10 | Everything We Did Was For Nothing     | Jonathan Brown   | Matthew Cruz                        | 25 stycznia 2018     | nieemitowany |
| 56 | 11 | He's a Bad Father                     | Marta Cunningham | Maya Goldsmith                      | 1 lutego 2018        | nieemitowany |
| 57 | 12 | Ask Him About Stella                  | Stephen Cragg    | Tess Leibowitz                      | 8 lutego 2018        | nieemitowany |
| 58 | 13 | Lahey v. Commonwealth of Pennsylvania | Zetna Fuentes    | Morenike Balogun, Sarah L. Thompson | 1 marca 2018         | nieemitowany |
| 59 | 14 | The Day Before He Died                | Scott Printz     | Joe Fazzio                          | 8 marca 2018         | nieemitowany |
| 60 | 15 | Nobody Else Is Dying                  | Jet Wilkinson    | Peter Nowalk                        | 15 marca 2018        | nieemitowany |

## Sezon 5 (2018-2019)
| Nr | #  | Tytuł                                  | Reżyseria          | Scenariusz                       | Premiera ABC         | Premiera AXN |
| -- | -- | -------------------------------------- | ------------------ | -------------------------------- | -------------------- | ------------ |
| 61 | 1  | Your Funeral                           | Stephen Cragg      | Pete Nowalk                      | 27 września 2018     | nieemitowany |
| 62 | 2  | Whose Blood Is That?                   | Mike Smith         | Sarah L. Thompson                | 3 października 2018  | nieemitowany |
| 63 | 3  | The Baby Was Never Dead                | Valerie Weiss      | Erika Harrison                   | 11 października 2018 | nieemitowany |
| 64 | 4  | It's Her Kid                           | Cherie Nowlan      | Maisha Closson                   | 18 października 2018 | nieemitowany |
| 65 | 5  | It Was the Worst Day of My Life        | Laura Innes        | Michael Russo                    | 25 października 2018 | nieemitowany |
| 66 | 6  | We Can Find Him                        | Jonathan Brown     | Tess Leibowitz                   | 1 listopada 2018     | nieemitowany |
| 67 | 7  | I Got Played                           | Tess Leibowitz     | Maya Goldsmith                   | 8 listopada 2018     | nieemitowany |
| 68 | 8  | I Want to Love You Until the Day I Die | Stephen Cragg      | Joe Fazzio                       | 15 listopada 2018    | nieemitowany |
| 69 | 9  | He Betrayed Us Both                    | John Terlesky      | Daniel Robinson                  | 17 stycznia 2019     | nieemitowany |
| 70 | 10 | Don’t Go Dark on Me                    | Cherie Nowlan      | Sara Rose Feinberg               | 24 stycznia 2019     | nieemitowany |
| 71 | 11 | Be the Martyr                          | Alrick Riley       | Matthew Cruz                     | 31 stycznia 2019     | nieemitowany |
| 72 | 12 | We Know Everything                     | Jennifer Getzinger | Michael Russo, Sarah L. Thompson | 7 lutego 2019        | nieemitowany |
| 73 | 13 | Where Are Your Parents?                | DeMane Davis       | Maya Goldsmith, Daniel Robinson  | 14 lutego 2019       | nieemitowany |
| 74 | 14 | Make Me the Enemy                      | Mike Smith         | Erika Harrison & Matthew Cruz    | 21 lutego 2019       | nieemitowany |
| 75 | 15 | Please Say No One Else Is Dead         | Stephen Cragg      | Joe Fazzio                       | 28 lutego 2019       | nieemitowany |

## Sezon 6 (2019-2020)
| Nr | #  | Tytuł                                           | Reżyseria         | Scenariusz                        | Premiera ABC         | Premiera AXN |
| -- | -- | ----------------------------------------------- | ----------------- | --------------------------------- | -------------------- | ------------ |
| 76 | 1  | Say Goodbye                                     | Stephen Cragg     | Sarah L. Thompson                 | 26 września 2019     | nieemitowany |
| 77 | 2  | Vivian's Here                                   | Mike Smith        | Michael Russo                     | 3 października 2019  | nieemitowany |
| 78 | 3  | Do You Think I'm a Bad Man?                     | Catriona McKenzie | Daniel Robinson                   | 10 października 2019 | nieemitowany |
| 79 | 4  | I Hate the World                                | Scott Printz      | Matthew Cruz                      | 17 października 2019 | nieemitowany |
| 80 | 5  | We're All Gonna Die                             | Felix Alcala      | Sara Rose Feinberg                | 24 października 2019 | nieemitowany |
| 81 | 6  | Family Sucks                                    | Laura Innes       | Vanessa James Benton              | 31 października 2019 | nieemitowany |
| 82 | 7  | I'm the Murderer                                | Lily Mariye       | Laurence Andries                  | 7 listopada 2019     | nieemitowany |
| 83 | 8  | I Want to Be Free                               | Alrick Riley      | Hadi Nicholas Deeb                | 14 listopada 2019    | nieemitowany |
| 84 | 9  | Are You the Mole?                               | Stephen Cragg     | Maisha Closson                    | 21 listopada 2019    | nieemitowany |
| 85 | 10 | We're Not Getting Away With It                  | Sheelin Choksey   | Tess Leibowitz                    | 2 kwietnia 2020      | nieemitowany |
| 86 | 11 | The Reckoning                                   | DeMane Davis      | Inda Craig-Galván                 | 9 kwietnia 2020      | nieemitowany |
| 87 | 12 | Let's Hurt Him                                  | Janice Cooke      | Daniel Robinson, Matthew Cruz     | 16 kwietnia 2020     | nieemitowany |
| 88 | 13 | What If Sam Wasn't the Bad Guy This Whole Time? | Dawn Wilkinson    | Ricardo C. Lara                   | 30 kwietnia 2020     | nieemitowany |
| 89 | 14 | Annalise Keating Is Dead                        | John Terlesky     | Sarah L. Thompson, Tess Leibowitz | 7 maja 2020          | nieemitowany |
| 90 | 15 | Stay                                            | Stephen Cragg     | Peter Nowalk                      | 14 maja 2020         | nieemitowany |